# Megatrema anglicum
Megatrema anglicum is een zeepokkensoort uit de familie van de Pyrgomatidae. De wetenschappelijke naam van de soort is voor het eerst geldig gepubliceerd in 1823 door Sowerby.